# Джарретт, Карен
Карен Джарретт (англ. Karen Jarrett) (урождённая как Смедли (англ. Smedley) и бывшая как Энгл (англ. Angle), родилась 12 октября 1972 года) — американский профессиональный рестлер-валет. Ранее она была старшим вице-президентом Дивизиона Нокаутов Impact (англ. Impact Knockouts Division). Бывшая жена профессионального рестлера и золотого призёра Олимпийских игр 1996 года Курта Энгла, нынешняя жена основателя Impact и GFW рестлера Джеффа Джаррета.

## Ранняя жизнь
Карен Смедли родилась в городе Гринсберг, штат Пенсильвания. Дочь Джека и Айвы Смедли. В 1983 году её отец был диагностирован хроническим миелолейкозом (ХМЛ). Благодаря успешной пересадке костного мозга он смог выздороветь.
Окончила среднюю школу в школьном округе Хемпфилд в 1990 году. Имеет степень бакалавра.

## Карьера в профессиональном реслинге

### World Wrestling Federation/Entertainment (2001, 2004)
В период контракта её бывшего мужа Курта Энгла с World Wrestling Entertainment Карен не участвовала в сюжетных линиях. Она никогда не имела контракта с компанией, но она ненадолго появилась на шоу Unforgiven 2001 года в рамках большого празднования с семьёй Энгл после победы Курта Энгла над Ледяной Глыбой Стивом Остином в матче за Чемпионство WWF. Также она появилась в бонусном сегменте DVD WrestleMania XX посвящённом Курту Энглу. 

#### Total Nonstop Action Wrestling (2007—2008)

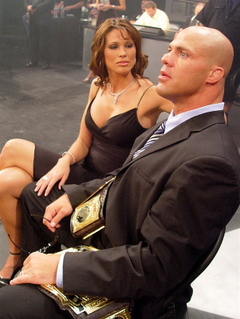
Карен и её бывший муж Курт Энгл смотрят матч напротив ринга во время эпизода «Impact!»

Летом 2007 года Карен Энгл была представлена в промоушене Total Nonstop Action Wrestling (TNA), когда Самоа Джо и Курт Энгл враждовали за звание «Тройной короны» (Курт выиграл Мировое чемпионство в тяжёлом весе TNA, а Джо — Чемпионство дивизиона X TNA и Мировое командное чемпионство TNA). Позже Карен заявляла, что якобы хотела развестись с Куртом, утверждая, что он был эмоционально оскорбителен как по отношению к ней, так и к их детям.
Однако на pay-per-view шоу «Hard Justice» Карен предала Джо во время его матча с её мужем. В результате этого Курт выиграл Тройную корону (таким образом, она совершила хилл-терн). В последующие недели её персонаж начал превращаться в манипулятивного вампира, например, когда она заявила, что Стинг дал ей пощёчину, не желая сдаваться, хотя на самом деле он этого не делал. Это привело к тому, что на шоу No Surrenderr Курт и Стинг проиграли свои командные титулы Команде Пакмен (Рону Ки́ллингу и Рашиду Люциусу Криду) после чего, Курт провёл Стингу олимпийский слэм. Затем между Куртом Энглом и Стингом вспыхнула ещё одна вражда, в ходе которой Стинг арестовал Карен за нарушение судебного запрета, а Курт после этого случая преследовал его сына. На Genesis Карен убедила Эй Джей Стайлза и Томко помочь Курту сохранить его титул чемпиона мира в тяжёлом весе TNA во время их командного матча за титул. В конце 2007 года у Карен начались проблемы с женой Букера Ти Шармелл, утверждавшей, что в TNA есть место только для одной «королевы» (прямая отсылка на последний гиммик Букера Ти и Шармелл в WWE, где они были самопровозглашёнными членами королевской семьи после того, как Букер выиграл турнир «Король ринга» в 2006 году). Это привело их к кошачьей драке на одном из эпизоде TNA Impact! записанного 12 декабря. В результате этого Карен получила перелом ноги, неудачно спрыгнув с апрона ринга после сегмента.
Несмотря на травму она не пропустила ни одного времени расписания записи эпизода TNA. В эпизоде Impact! от 14 февраля 2008 года Карен должна была возобновить свои свадебные обеты с Куртом, но в сюжетной линии она была объявлена женой Эй Джей Стайлза после того, как священник, которого только что сбил с ног Кевин Нэш, а когда он пришёл в себя то обвенчал их, приняв Стайлза за Курта. Затем Курт начал эмоционально стал нападать на Карен за то, что она не расторгла «брак». Позже в том же году она (по сюжету) предложила расстаться с Куртом, и он поддержал это решение, чтобы "сосредоточиться на своём предстоящем матче с Самоа Джо на Lockdown. Курт продолжал игнорировать намёки на возможные отношения Карен с Эй Джеем Стайлзом, даже когда её выгнали с места напротив ринга во время шоу Lockdown. То на эпизоде Impact! от 22 мая 2008 года Курт Энгл попросил Карен выйти на ринг и простить его за то, что он не выполнил свои «супружеские обязанности», и попросить её вернуться домой. Затем Карен оставила умоляющего Курта на ринге после того, как он взмолился о втором шансе. Но в конце эпизода Impact! Карен вышла на ринг на помощь Эй Джей Стайлзу, которого Букер Ти, команда 3D и Томко били его вчетвером. После этого Карен убежала за кулисы, чтобы позвать на помощь Курта, который вскоре появился со стулом. Курт пригрозил четвёрке стулом только для того, чтобы обернуться и увидеть свою бывшую жену, обнимающую окровавленного Стайлза. Курт взбесился и ударил Эй Джея стулом, тем самым заставив четвёрку вернуться на ринг. Команда 3D поддерживала Карен, а Курт, держа голову Стайлза, кричал на неё, утверждая, что во всём виновата она.. Цитируется, как Курт сказал Карен: «Это твоя вина! Ты обманула меня!» На выпуске Impact от 29 мая 2008 года! после нападения за кулисами перед своим выходом Эй Джей Стайлз выбежал на ринг, чтобы помочь Карен, но был побеждён командой 3D и Куртом Энглом вторую неделю подряд. На помощь Стайлзу на ринг вышел Кристиан Кейдж, но также подвергся жестокому нападению за свои проблемы. Затем было объявлено, что на pay-per-view Slammiversary Эй Джей Стайлз встретится один на один с Куртом Энглом. Затем Карен вмешалась, помогая Эй Джею Стайлзу одержать победу над Куртом Энглом на Slammiversary 2008, тем самым стала положительным персонажем (совершила фейс-терн). Вскоре после этого «Энгл» получил свой собственный сегмент интервью «Karen’s Angle on iMPACT». 24 июля 2008 года было опубликовано её первое интервью Казом. 9 октября 2008 на эпизоде Impact! года было объявлено, что Карен пришлось уйти с поста ведущей своего сегмента, чтобы сосредоточиться на своей семье. Её профиль и фотографии дивизиона нокаутш были удалены с официального сайта TNA, но через несколько дней были возвращены. Ничья в последнем матче группового этапа Кубка России https://news161.ru/nichya-v-poslednem-matche-gruppovogo-etapa-kubka-rossii/

### Возвращение в TNA (2011, 2015)
10 января 2011 года TNA объявил, что Карен вернётся в промоушен на выпуске Impact! от 13 января, появившись рядом со своим новым мужем Джеффом Джарреттом, который недавно враждовал с Куртом Энглом. В своём ответном выступлении Карен столкнулась с Энглом как раз в тот момент, когда он собирался напасть на Джеффа, она сказала ему, что не позволит ему вновь разрушить её личную жизнь, и пообещала рассказать все об всех подробностях развода на следующей неделе. На следующей неделе Карен дала Курту пощёчину, создав отвлекающий манёвр, который позволил Джеффу сбить его с ног. 13 февраля на Against All Odds Джефф победил Курта в одиночном поединке, и в результате чего Энгл был вынужден вести Карен к алтарю, когда она и Джарретт обновили свои свадебные клятвы на выпуске Impact! от 3 марта. 3 марта Энгл приступил к разрушению свадебного декора топором и заставил гостя свадьбы, игрока футбольной команды Нью-Йорк Джетс Барта Скотта, выбить голеностопный замок. 15 мая в Sacrifice Энгл и Чайна, которую Энгл недавно привёл в промоушен, чтобы свести на нет Карен, победили Джарреттов в командном смешанном матче, после того, как Карен сдалась Чайне. Из-за травмы Карен пропустила кульминацию сюжетной линии вражды Джеффа и Энгла на мейн ивенте шоу Slammiversary IX и последующей в Impact Wrestling, что привело к тому, что побеждённый Джарретт покинул компанию и отправился в тур по Мексике. 18 июня Карен появилась рядом со своим мужем на крупнейшем событии года мексиканского промоушена Lucha Libre AAA Worldwide (AAA), Triplemanía XIX, и отвлекла внимание Эль Зорро, приведя к тому, что Джефф победил его в матче за Мега-чемпионство AAA. В выпуске Impact Wrestling! от 1 сентября, Эрик Бишофф назначил Карен новым комиссаром дивизиона нокаутов. 20 октября в выпуске Impact Wrestling Каррен Джарретт объединилась с Гейл Ким и Мэдисон Рейн. В выпуске Impact Wrestling от 15 декабря авторитетная фигура TNA, Стинг, уволил обоих Джарреттов из TNA в результате того, что Джефф проиграл Джеффу Харди на Final Resolution.
Четыре года спустя Карен вместе со своим мужем Джеффом вернулась в Impact Wrestling на съёмки 24 июня 2015 года. Джефф объявил, что он будет первым участником матча «Король горы» на Slammiversary 2015. 26 августа в эпизоде Impact Wrestling Карен перешла на сторону злодеев (хилл-терн), когда рассказала, что организовала нападения на генерального менеджера TNA Булли Рэя и Дрю Галлоуэя. Команда из 5 рестлеров из GFW сразилась с командой из 5 человек из TNA в матче по правилам Lethal Lockdown match, чтобы установить полный контроль над TNA. GFW потерпела неудачу, когда Дрю Галлоуэй удержал Брайана Майерса, тем самым исключив GFW из TNA.

### Family Wrestling Entertainment (2013)
12 октября 2013 года Джарретт появилась на Гран-при Family Wrestling Entertainment, где она была назначена комиссаром промоушена.

### Global Force Wrestling (GFW) (2015—2017)
С 2015 года Карен является соучредителем промоушена Global Force Wrestling.

### Второе возвращение в Impact Wrestling / Global Force Wrestling (2017)
5 января 2017 года было объявлено, что Карен Джарретт вернулась в Impact Wrestling, которая теперь принадлежит Anthem Sports & Entertainment, в качестве исполнительного консультанта по управлению Impact Wrestling. В эпизоде Impact Wrestling от 23 марта Джарретт вернулась в качестве фэйса и была встречена Джереми Борашем, но вскоре её прервал Итан Картер III, а затем и Джош Мэтьюз. Когда Мэтьюз сказал, что он знал, что Джарреты уйдут навсегда, то Карен дала бы ему пощёчину, закончив шоу. В эпизоде Impact Wrestling от 30 марта Джарретт вызвала так называемого лидера нокаутов Сиенну и дала ей 10 секунд, чтобы извиниться за её обращение с Элли, но был прервана дебютирующим KM, двоюродным братом Сиенны, который публично отчитал Джарретт за то, что она попросил Сиенну извиниться. Но Карен спас Брэкстон Саттер, который выбил КМ с ринга. Затем на более поздний вечер Джарретт назначила матч между КМ и Саттером. Позже тем же вечером Джарретт вручил Борашу листок бумаги, чтобы она объявила баттл-роялл нокаутов, чтобы определить новую претендентку № 1 на титул чемпиона Розмари по нокаутам. В эпизоде Impact Wrestling от 20 апреля Карен Джарретт объявила, что промоушены Impact Wrestling и Global Force Wrestling объединились.

## Личная жизнь

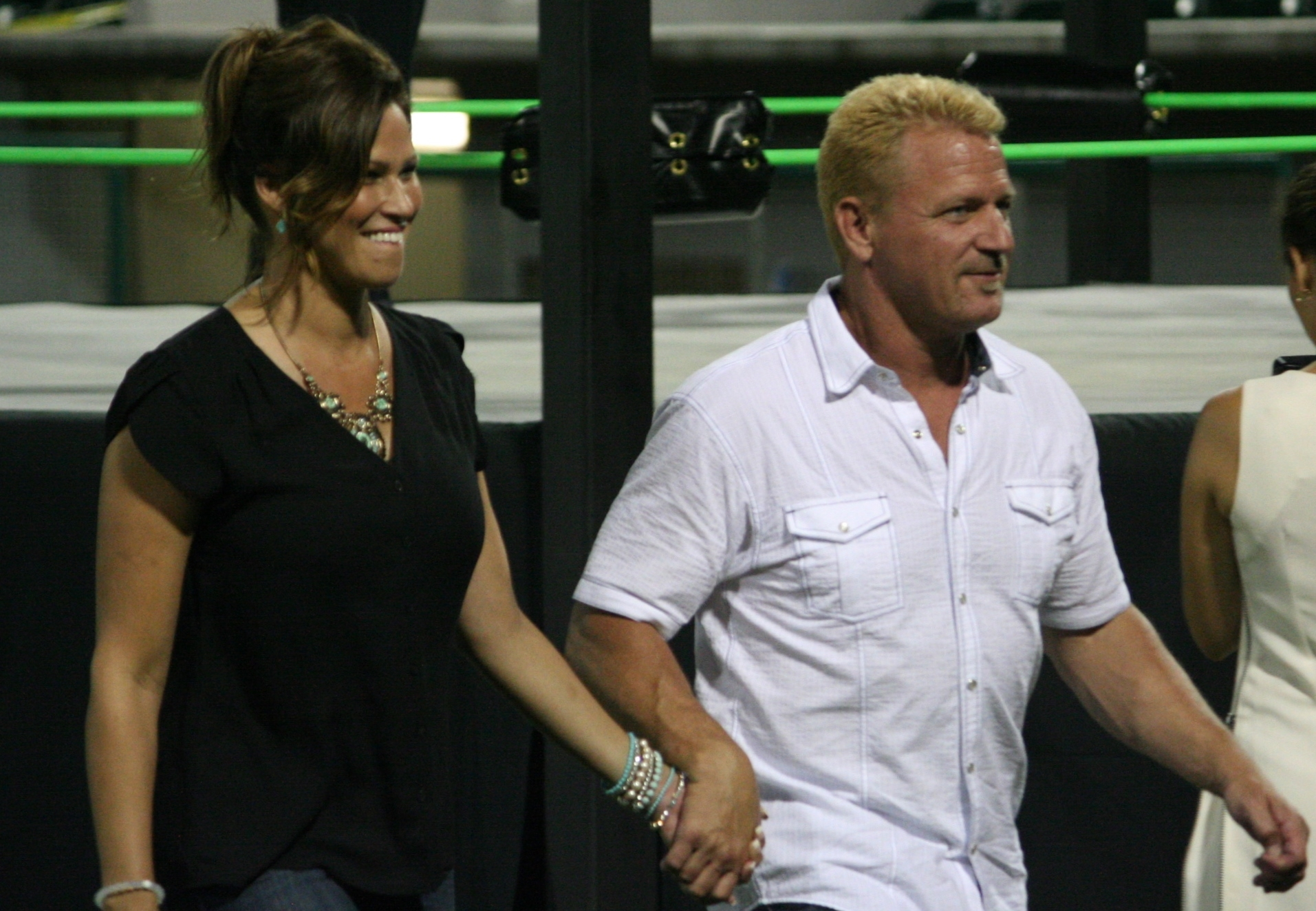
Карен и её муж Джефф Джарретт в 2015 году

У Карен есть двое детей от её бывшего мужа Курта Энгла; дочь по имени Кира Энгл (родилась 2 декабря 2002 года) и сын по имени Коди Энгл (родился 26 октября 2006 года). В 2008 году Карен подала на развод, который был завершён 26 октября того же года.
В 2009 году Карен была замечена в романтических связях с соучредителем TNA Джеффом Джарреттом. Говорилось, что эти отношения начались после того, когда Курт и Карен были разлучены. В результате этого тогдашний президент TNA  Дикси Картер отправила Джарретта в отпуск. Эта ситуация была ещё раскрыта в июле 2009 года, когда абонент, назвавшийся бывшим сотрудником TNA, позвонил в шоу Bubba the Love Sponge Show. И 6 апреля 2010 года Карен объявила, что она и Джарретт помолвлены. 21 августа 2010 года Карен и Джаррет поженились.
В апреле 2016 года информационный бюллетень Wrestling Observer Newsletter опубликовал сообщение о том, что Карен была вовлечена в спор с аннонсером Lucha Underground Мелиссой Сантос во время съезда фанатов WrestleCon в Далласе, где также в выходные дни проходила WrestleMania 32. Подробности включают в себя то, что Сантос жаловалась на отсутствие стула, на который можно было бы сесть, в ходе перепалки Карен плюнула в неё, и дело едва не дошло до драки. Также сообщалось, что 27 июля 2017 года Карен повздорила с суперзвездой WWE Брауном Строуманом в баре в Нэшвилле. В отчёте говорилось, что Карен обратилась к Брауну с просьбой дать автограф её сыну. Браун якобы отказался дать автограф и проявил неуважение к Карен с помощью неопределённого, но уничижительного словесного ответа. Далее Карен сообщила, что её ребёнок был сыном тогдашней суперзвезды WWE Курта Энгла, что побудило Строумана извиниться. После того, как эта история попала в спортивные новости, Карен заявила, что данный инцидент был «раздут несоразмерно».
В свободное время Карен работает над распространением информации о борьбе с лейкемией через свои аккаунты в социальных сетях. Она также поддерживала движение Black Lives Matter.